# Nejilovo
Nejilovo ou Nežilovo (en macédonien Нежилово) est un village du nord-est de la Macédoine du Nord, situé dans la municipalité de Kratovo. Le village comptait 23 habitants en 2002. Il fait partie de l'Azot.

## Démographie
Lors du recensement de 2002, le village comptait :
- Macédoniens : 23